# Ceratandra
Ceratandra é um gênero botânico pertencente à família das orquídeas, ou Orchidaceae. Foi proposto em 1837 por F. A. Bauer, que escolheu este nome do grego, keras, corno, e andros, homem, em referência ao formato de elmo canelado apresentado pelas flores da espécie-tipo. Trata-se de um dos dos cinco gêneros classificados na subtribo Coryciinae e é composto por seis espécies terrestres endêmicas que existem em pântanos ou colinas em encostas das montanhas, na área do Cabo Ocidental, na África do Sul, cuja floração é estimulada por incêndios ocasionais.
São plantas de raízes espessas, ocasionalmente comportando pequenos tubérculos, das quais nascem até quatro caules delicados ou robustos que medem menos de meio metro de altura, com folhas lineares espaçadas comportando também uma roseta de folhas alongadas próximas de sua extremidade. A inflorescência é terminal com pequenas flores amarelas, alaranjadas, brancas ou rosadas. A sépala dorsal fica disposta jundo às pétalas, formando um conjunto, as laterais abrem-se bem. O labelo tem formato de âncora e a coluna contém duas polínias. Florescem na primavera ou começo do verão. As flores secretam óleo, recolhido por abelhas rediviva, da família Melittidae, que nesta atividade polinizam as flores ao levarem as polínias em suas pernas.
O gênero Evota havia sido criado para as espécies de Ceratandra cujas flores ressupinam, mas análises moleculares recentes aparentemente não justificam sua separação.

## Espécies deCeratandra
- Ceratandra atrata  (L.) T.Durand & Schinz (1894) - espécie-tipo
- Ceratandra bicolor  Sond. ex Bolus (1884)
- Ceratandra globosa  Lindl. (1838)
- Ceratandra grandiflora  Lindl. (1838)
- Ceratandra harveyana  Lindl. (1838)
- Ceratandra venosa  (Lindl.) Schltr. (1897)